# Adapalene
Adapalene là một retinoid thế hệ thứ ba chủ yếu được sử dụng trong điều trị mụn trứng cá nhẹ vừa, và cũng được sử dụng ngoài nhãn hiệu để điều trị viêm giác mạc cũng như các tình trạng da khác. Nó có hiệu quả chống lại các điều kiện mụn trứng cá trong đó comedones là chủ yếu.

## Sử dụng trong y tế
Theo khuyến nghị của Liên minh Toàn cầu về Cải thiện Kết quả của Mụn trứng cá, retinoids như adapalene được coi là liệu pháp đầu tiên trong điều trị mụn trứng cá và được sử dụng độc lập hoặc kết hợp với benzoyl peroxide và/hoặc một chất chống vi trùng để đạt hiệu quả tối đa. Hơn nữa, adapalene, giống như các retinoids khác, làm tăng hiệu quả và sự thâm nhập của các loại thuốc trị mụn tại chỗ khác được sử dụng cùng với retinoids tại chỗ cũng như đẩy nhanh sự cải thiện tình trạng tăng sắc tố sau viêm do mụn trứng cá. Về lâu dài, nó có thể được sử dụng như một liệu pháp duy trì.
Mặc dù adapalene thường được cho là kém hiệu quả nhất trong các loại thuốc retinoid, hai nghiên cứu mù đôi ngẫu nhiên đa trung tâm cho thấy rằng việc sử dụng kem dưỡng da adapalene 0,1% trong 12 tuần giúp cải thiện tình trạng viêm và viêm không viêm cũng như giảm tổng số tổn thương từ đường cơ sở trong những bệnh nhân trong nhóm điều trị.

## Sử dụng ngoài nhãn
Adapalene có khả năng duy nhất để ức chế sự biệt hóa tế bào keratin và giảm lắng đọng keratin. Đặc tính này làm cho adapalene trở thành một phương pháp điều trị hiệu quả đối với bệnh viêm giác mạc và mô sẹo. Nó có thể được sử dụng bởi những người đàn ông trải qua phục hồi bao quy đầu để giảm keratin dư thừa tạo thành một lớp trên bên ngoài của dương vật của con người sau khi cắt bao quy đầu. Các chỉ định khác không được FDA chấp thuận đã được báo cáo trong tài liệu bao gồm điều trị bệnh verruca Vulgaris, molluscum contagiosum, bệnh Darier, quang hóa, rối loạn sắc tố, keratoses tím và rụng tóc.

## Tác dụng phụ
Thông thường (từ 1% đến 10% người dùng)  trải nghiệm cảm giác ấm áp hoặc châm chích, cũng như da khô, bong tróc và đỏ trong 2 tuần đầu sử dụng thuốc. Những tác dụng này được coi là nhẹ và thường giảm theo thời gian. Bất kỳ phản ứng dị ứng nghiêm trọng là hiếm. Hơn nữa, trong số ba retinoids tại chỗ, adapalene thường được coi là dễ dung nạp nhất.

## Đang mang thai
Việc sử dụng này đã không được nghiên cứu tốt. Cho đến nay, không có bằng chứng cho thấy kem gây ra vấn đề ở em bé nếu được sử dụng trong khi mang thai. Sử dụng là rủi ro riêng của người tiêu dùng.
Theo Cơ sở dữ liệu về Thuốc và Lactation, adapalene tại chỗ có khả năng hấp thụ toàn thân kém và dẫn đến nồng độ trong máu thấp (dưới 0,025 mcg/L) mặc dù sử dụng lâu dài, cho thấy rằng có nguy cơ gây hại thấp cho trẻ bú. Tuy nhiên, không nên sử dụng thuốc bôi ngoài da cho núm vú hoặc bất kỳ khu vực nào khác có thể tiếp xúc trực tiếp với da của trẻ sơ sinh.

## Dược lý
Không giống như retinoid tretinoin (Retin-A), adapalene cũng đã được chứng minh là vẫn giữ được hiệu quả của nó khi áp dụng cùng lúc với benzoyl peroxide do cấu trúc hóa học ổn định hơn. Hơn nữa, do cấu trúc hóa học ổn định hơn của adapalene, mối quan tâm đối với sự phân hủy quang của phân tử ít đáng quan tâm hơn so với tretinoin và tazarotene.

### Dược động học
Hấp thu adapalene qua da thấp. Một nghiên cứu với sáu bệnh nhân bị mụn trứng cá được điều trị mỗi ngày một lần trong năm ngày với hai gram kem adapalene áp dụng cho 1000 cm² da không tìm thấy số lượng có thể định lượng, hoặc ít hơn 0,35   ng/mL thuốc, trong huyết tương của bệnh nhân.

### Dược lực học
Adapalene tại chỗ đầu tiên thâm nhập vào nang lông và liên kết với các thụ thể axit retinoic hạt nhân. Các phức hợp này sau đó liên kết với DNA và dẫn đến bình thường hóa sự biệt hóa tế bào keratinocyte cho phép giảm sự hình thành microcomedone, giảm tắc nghẽn trong lỗ chân lông và cung cấp cho adapalene các đặc tính tẩy tế bào chết của nó bằng cách tăng doanh thu tế bào. Adapalene cũng được coi là một chất chống viêm, vì nó ngăn chặn phản ứng viêm được kích thích bởi sự hiện diện của Cutibacterium acnes.
Adapalene chọn lọc nhắm mục tiêu thụ thể acid retinoic beta và thụ thể acid retinoic gamma khi áp dụng cho các tế bào biểu mô như những tế bào cấu thành da. Chủ nghĩa chủ nghĩa của phân nhóm gamma chủ yếu chịu trách nhiệm cho các hiệu ứng quan sát được của adapalene. Trong thực tế, khi adapalene được áp dụng kết hợp với chất đối kháng thụ thể acid retinoic gamma, adapalene mất hiệu quả lâm sàng.
Retinization là một hiện tượng tạm thời phổ biến được báo cáo bởi các bệnh nhân khi bắt đầu điều trị retinols. Trong thời gian điều trị ban đầu, da có thể trở nên đỏ, bị kích thích, khô và có thể bị bỏng hoặc ngứa do bôi retinol tuy nhiên điều này có xu hướng giải quyết trong vòng bốn tuần với một lần sử dụng mỗi ngày.

## Lịch sử
Adapalene là một sản phẩm nghiên cứu của Phòng thí nghiệm Galderma, Pháp. Adapalene được Cục quản lý Thực phẩm và Dược phẩm Hoa Kỳ (FDA) phê duyệt năm 1996 để sử dụng trong điều trị mụn trứng cá.

## Các dạng có sẵn

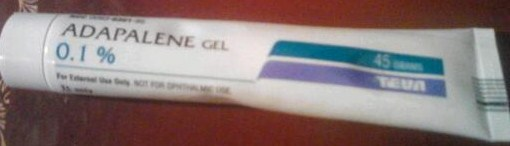
Ống adapalene gốc

Tại Hoa Kỳ, adapalene có sẵn dưới tên thương hiệu Difin trong ba chế phẩm: kem 0,1%, gel 0,1% và gel 0,3%. Gel 0,1% có sẵn như là một sản phẩm chung của Teva. Nó cũng có sẵn kết hợp với benzoyl peroxide dưới tên thương hiệu Epiduo và Tactupump. Ở châu Âu, chỉ có 0,1% kem và 0,1% gel có sẵn. Adapalene hiện được Galderma bán trên thị trường dưới tên thương mại Difin ở một số quốc gia và Adaferin ở Ấn Độ. Nó chủ yếu có sẵn ở dạng gel 0,1% w / w.
Kể từ ngày 8 tháng 7 năm 2016, Galderma đã nhận được sự chấp thuận của Cơ quan Quản lý Thực phẩm và Dược phẩm Hoa Kỳ (FDA) về Gel differin (adapalene gel 0,1%) dưới dạng điều trị không kê đơn (OTC) đối với mụn trứng cá.
Công ty Proactiv cũng bán gel adapalene 0,1% dưới tên thương hiệu Proactiv MD Adapalene 0,1%.